# Stalówka (województwo kujawsko-pomorskie)
Stalówka (niem. Vornwerk Stahlberg)– osada w Polsce położona w województwie kujawsko-pomorskim, w powiecie nakielskim, w gminie Kcynia. Miejscowość wchodzi w skład sołectwa Karmelita.

## Historia
Miejscowość została założona w XIX w. jako pruski folwark. Nazwa miejscowości jest spolszczeniem nazwy niemieckiej Stahlberg, która najprawdopodobniej wywodzi się od nazwiska właściciela majątku.
Na terenie resztówki poniemieckiego folwarku w 1951 r. w Stalówce powstał Państwowy Ośrodek Maszynowy (nr 197) w ramach którego wybudowano większość obecnych zabudowań znajdujących się na terenie miejscowości, w tym 3 wielorodzinne budynki mieszkalne oraz budynek administracyjny (przekształcony na mieszkalny po zakończeniu działalności POM) stanowiące obecnie główne zaplecze mieszkaniowe osady. W 1957 r. przy POM powstała jedna z 10 w Polsce Stacja Oceny Sprzętu Rolniczego w której dokonywano prób eksploatacyjnych prototypów maszyn i urządzeń rolniczych oraz produkcyjnych.
W latach 1944-1950, 1950-1957, 1957-1975 oraz 1975–1998 miejscowość należała administracyjnie do województwa bydgoskiego. 